# خط بهلوي

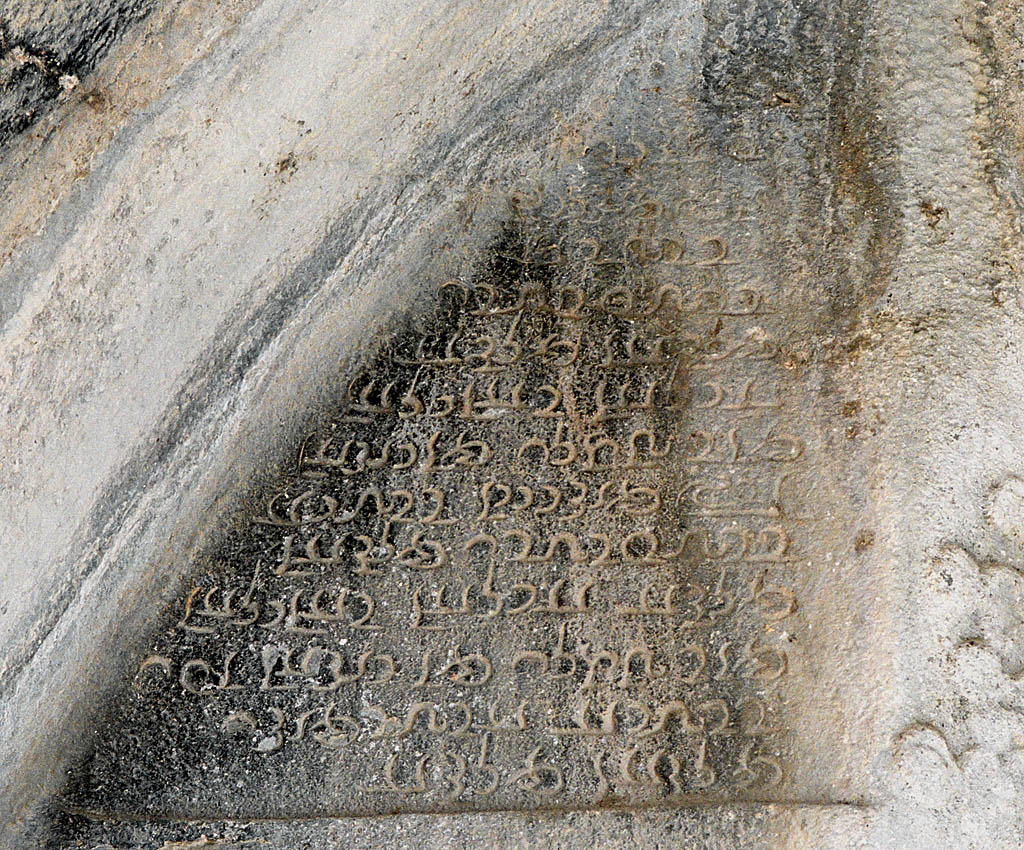
نقوش باللغة فهلوية من عهد شابور الثالث

الخط الفهلوي هو الخط الذي كان مستعملا من القرن الثالث وحتى القرن الحادش عشر الميلادين لكتابة اللغة الفهلوية. وهو بالأساس صيغة مستمدة من الأبجدية الآرامية، ويكتب من اليسار إلى اليمين.
يعدّ الخط البهلوي من الخطوط صعبة القراءة وذلك للتبسيط الشديد في رسم الحرف فيه واستخدام صيغ نقحرة (Heterogram ) فيه.
هناك العديد من الشواهد على هذا الخط كالنقوش القصيرة، ونقوش السكات (النقود)، ونصوص على الأواني، وجرافيتي، وكذلك على العديد من المنتجات الحرفية. وكذلك كتب الزرادشتية الموسعة بالفارسية الوسطى.

## مواقع على الشبكة
جامعة برلين الحرة: مشروع الخط الفهلوي